# 伊莎贝拉·尼尔森
伊莎贝拉·尼尔森（丹麥語：Isabella Nielsen，1995年8月21日—），丹麥女子羽毛球運動員。

## 簡歷
2013年3月，17歲的伊莎贝拉·尼尔森代表丹麥出戰在土耳其安卡拉舉行的歐洲青年羽毛球錦標賽，贏得混合團體冠軍。
2014年，伊莎贝拉·尼尔森與阿曼达·马德森合作，先後在荷蘭國際賽和捷克國際賽打進女雙四強。
2015年，尼尔森與马德森合作贏得愛沙尼亞國際賽女雙亞軍。

## 主要比賽成績
只列出曾進入準決賽的國際賽事成績：
| 年份   | 賽事                   | 公開賽級別 | 項目     | 拍檔                 | 成績   |
| ------ | ---------------------- | ---------- | -------- | -------------------- | ------ |
| 2013年 | 歐洲青年羽毛球錦標賽   | 其他       | 混合團體 | －                   | 冠軍   |
| 2013年 | 克羅地亞羽毛球國際賽   | 國際系列賽 | 女子雙打 | 蒂尔德·艾弗森        | 準決賽 |
| 2014年 | 荷蘭羽毛球國際賽       | 國際系列賽 | 女子雙打 | 阿曼达·马德森        | 準決賽 |
| 2014年 | 捷克羽毛球國際賽       | 國際挑戰賽 | 女子雙打 | 阿曼达·马德森        | 準決賽 |
| 2015年 | 愛沙尼亞羽毛球國際賽   | 國際系列賽 | 女子雙打 | 阿曼达·马德森        | 亞軍   |
| 2015年 | 克羅地亞羽毛球國際賽   | 國際系列賽 | 女子雙打 | 阿曼达·马德森        | 準決賽 |
| 2015年 | 克羅地亞羽毛球國際賽   | 國際系列賽 | 混合雙打 | 帕特里克·布尔        | 準決賽 |
| 2015年 | 匈牙利羽毛球國際賽     | 國際系列賽 | 混合雙打 | 帕特里克·布尔        | 亞軍   |
| 2015年 | 挪威羽毛球國際賽       | 國際系列賽 | 女子雙打 | 阿曼达·马德森        | 亞軍   |
| 2017年 | 斯洛文尼亞羽毛球國際賽 | 國際系列賽 | 混合雙打 | 克里斯托弗·克努森    | 準決賽 |
| 2017年 | 波蘭羽毛球國際賽       | 國際系列賽 | 女子雙打 | 克劳迪娅·帕雷德斯    | 準決賽 |
| 2017年 | 波蘭羽毛球國際賽       | 國際系列賽 | 混合雙打 | 克里斯托弗·克努森    | 冠軍   |
| 2017年 | 挪威羽毛球國際賽       | 國際系列賽 | 女子雙打 | 克劳迪娅·帕雷德斯    | 亞軍   |
| 2017年 | 挪威羽毛球國際賽       | 國際系列賽 | 混合雙打 | 克里斯托弗·克努森    | 準決賽 |
| 2018年 | 瑞典羽毛球公開賽       | 國際系列賽 | 混合雙打 | 克里斯托弗·克努森    | 亞軍   |
| 2018年 | 冰島羽毛球國際賽       | 國際系列賽 | 混合雙打 | 克里斯托弗·克努森    | 亞軍   |
| 2018年 | 斯洛文尼亞羽毛球國際賽 | 國際系列賽 | 混合雙打 | 克里斯托弗·克努森    | 亞軍   |
| 2020年 | 愛沙尼亞羽毛球國際賽   | 國際系列賽 | 混合雙打 | Sebastian Bugtrup    | 準決賽 |
| 2021年 | 斯洛文尼亞羽毛球國際賽 | 國際系列賽 | 女子雙打 | 玛丽·路易丝·斯蒂芬森 | 亞軍   |

| 2007-2017年 | 首要超級賽 | 超級賽 | 黃金大獎賽 | 大獎賽 | 國際挑戰賽 | 國際系列賽 | 未來系列賽 | 其他 |

| 2018-2026年 | 總決賽 | 超級1000賽 | 超級750賽 | 超級500賽 | 超級300賽 | 超級100賽 | 國際挑戰賽 | 國際系列賽 | 未來系列賽 | 其他 |